# Lee Kang-sheng
Lee Kang-sheng (Taipei, Taiwan, 1968) é um ator e diretor taiwanês revelado pelo cineasta Tsai Ming-liang que o encontrou na porta de uma casa de jogos eletrônicos e o convidou para atuar no seu filme de estréia que produziria para a televisão: All the Corners of the World, 1989. A parceria da dupla tem longa duração, sendo que Lee atuaria em todos os filmes que Tsai Ming-liang produziria nas próximas decadas.

## Atuação

### Na televisão
- 1991 - Youngsters .... Hsiao Kang. (média-metragem para tv)
- 1989 - All the Corners of the World .... Ah-tong. (filme para tv)

### No cinema
- 2006 - Hei yan quan .... Hsiao Kang
- 2005 - The Wayward Cloud .... Hsiao Kang.
- 2003 - Goodbye, Dragon Inn .... projetor.
- 2002 - The Skywalk Is Gone .... Hsiao Kang.
- 2002 - A Way We Go
- 2001 - What Time Is It Over There? .... Hsiao Kang.
- 2000 - Sunny Doll
- 1999 - Ordinary Heroes .... Tung.
- 1998 - The Hole .... Hsiao Kang.
- 1997 - The River .... Hsiao Kang.
- 1997 - Sweet Degeneration .... Chun-sheng.
- 1996 - A Drifting Life
- 1994 - Vive L'Amour .... Hsiao Kang.
- 1992 - Rebels of the Neon God .... Hsiao Kang.

## Direção
- 2008 - Help Me Eros
- 2003 - The Missing